# ریچارد اکونر (بازیکن فوتبال)
ریچارد اکونر (انگلیسی: Richard O'Connor؛ زادهٔ ۳۰ اوت ۱۹۷۸) یک بازیکن فوتبال است.